# Nervus trochlearis
De nervus trochlearis, in het Nederlands katrolzenuw, is de vierde van de twaalf hersenzenuwen. De nervus trochlearis stuurt de bovenste schuine oogspier, de katrolspier, een van de uitwendige oogspieren, aan. Deze spier werkt via een mechanisme dat vergelijkbaar is met dat van een katrol. Bij een nervus trochlearis parese ziet de patient gekruiste dubbelbeelden. 
De nervus trochlearis onderscheidt zich van de andere hersenzenuwen op de volgende manieren:
1. Het is de kleinste zenuw gelet op het aantal axonen;
2. Het legt de grootste intracraniële afstand af;
3. Het is de enige hersenzenuw die aan de dorsale (achter-)kant van de hersenstam ontspringt; en
4. De spier die wordt geïnnerveerd ligt aan de contralaterale kant van het lichaam.

## Verloop
De vezels ontspringen uit de nucleus nervi trochlearis, die in de middenhersenen onder het aquaduct van Sylvius ligt, ter hoogte van de colliculi inferiores. De vezels lopen in een boog dorsaalwaarts, kruisen over het aquaduct van Sylvius en verlaten de middenhersenen aan de onderrand van de colliculi inferiores. De zenuw verlaat de hersenstam aan de dorsale zijde. Hij loopt in de subarachnoïdale ruimte naar beneden naar de schedelbasis, waar hij lateraal aan de rand van het tentorium de dura mater binnen gaat. Hij loopt verder door de laterale wand van de sinus cavernosus, waar de zenuw samenkomt met de andere oogzenuwen (n. III en VI) en de eerste twee aftakkingen van de nervus facialis. De zenuw gaat de oogkas binnen door de fissura orbitalis superior.
I: N. olfactorius · II: N. opticus · III: N. oculomotorius · IV: N. trochlearis · V: N. trigeminus (N. ophthalmicus · N. maxillaris · N. mandibularis) · VI: N. abducens · VII: N. facialis · VIII: N. vestibulocochlearis · IX: N. glossopharyngeus · X: N. vagus · XI: N. accessorius · XII: N. hypoglossus